# Roy Nutt
Roy Nutt (20 de Outubro de 1930 à 14 de Junho de 1990), foi um empresário americano e pioneiro da ciência da computação, que co-fundou a Computer Sciences Corporation e foi o co-criador do FORTRAN.
Nascido em Marlborough, Massachusetts, Roy Nutt cresceu em Glastonbury, Connecticut. Graduou-se em 1953 com bacharel em matemática no Trinity College em Hartford, Connecticut. Pioneiro da industria do Software da década de 1950, Roy Nutt foi um dos principais contribuintes para a criação do FORTRAN da IBM, a linguagem de programação de baixo nível. Parte da equipe do projeto FORTRAN, ele foi responsável pelo desenvolvimento do comando de computador  FORMAT, que controla os dados de entrada(input). Nutt também criador de um assembler para os mainframes (IBM 704) que é hoje considerado como o mais bem sucedido esforço de programação individual dos anos de 1950. Durante este período, Roy Nutt reuniu com Fletcher R. Jones e se juntaram com dezenove outros da indústria aeroespacial para formar um grupo de usuários da IBM conhecidos como SHARE que desenvolveu o seu próprio sistema operacional conhecido como  SOS. Jones, tornou-se porta voz do grupo, e mais tarde isto viria a resultar numa parceria empresarial. 
Roy Nutt se tinha tornado programador de computador amplamente respeitado na United Aircraft Corp em East Hartford,Connecticut que ele deixou em 1959 para se associar a Fletcher Jones e estabelecer a Computer Sciences Corporation (CSC), em Los Angeles. Jones, que tinha  um negócio e comercialização de mercadoria, obteve um contrato com a Honeywell que deu ao seu negócio rentabilidade e respeito dentro da indústria. Nutt foi responsável pela construção do primeiro Honeywell comercial compilador e supervisionou a entrada da empresa na indústria espacial quando obteve um contrato para apoiar o NASA no Jet Propulsion Laboratory (Laboratório de Propulsão a jato) fabrica de Operações de Vôo. Dentro de quatro anos após a sua fundação, CSC tornou-se a maior companhia de software nos Estados Unidos. Jones e Nutt e tornaram-se multi-milionários. Até ao final da década de 1960, CSC foi listado no New York Stock Exchange e tinha operações no Canadá, a Inglaterra, Alemanha, Itália,  Holanda e Brasil. 
Nos anos posteriores, Roy Nutt utilizou parte da sua fortuna em benefício do Colegio Trinity. Ele criou um fundo de profissionalização de professores e doou dinheiro para ajudar na construção do edifício da faculdade de engenharia e computação.
Roy Nutt morreu de câncer de pulmão em 1990.